# Brachioppia tropicalis
Brachioppia tropicalis är en kvalsterart som beskrevs av Pérez-Íñigo och Baggio 1980. Brachioppia tropicalis ingår i släktet Brachioppia och familjen Oppiidae. Inga underarter finns listade.